# Сиротюк Юрій Миколайович
Сиротюк Юрій Миколайович (нар. 10 квітня 1976, Смига; позивний: «Мамай») — український громадсько-політичний діяч. Директор недержавного аналітичного центру «Українські студії стратегічних досліджень».
Народний депутат України 7 скликання.
Заступник голови ВО "Свобода, автор терміна «Революція Гідності». Депутат Київської міської ради 8 скликання (2015—2019 рр.). Член правління ГО «Музичний батальйон». Член історичного клубу «Холодний Яр» та Культурного товариства імені Леся Курбаса.
Із 1995 по 2004 член та один з керівників Всеукраїнської організації «Тризуб» імені Степана Бандери.
Доброволець добровольчої роти «Карпатська Січ» (2014—2015 рр.). Учасник комбатантського об'єднання «Легіон Свободи». Після 24 лютого 2022 — боєць 5-го окремого штурмового полку ЗСУ.

## Життєпис
Народився 10 квітня 1976 року в смт Смига Дубенського району Рівненської області у сім'ї потерпілих від комуністичної влади. Двох дідів Юрія вбили в часи післявоєнного більшовизму, а дев'ятирічного батька у 1946 році депортували на Урал — він повернувся в Україну тільки в 1960-х роках — вже дорослим.
У 1993 році закінчив Крем'янецький ліцей з золотою медаллю.
Закінчив з відзнакою Тернопільський державний педагогічний університет за спеціальністю «вчитель історії» та Київський національний університет ім. Т.Шевченка за спеціальністю «правознавство», закінчив аспірантуру Київського національного лінгвістичного університету за спеціальністю «соціальна філософія, філософія історії».
Працював вчителем історії Байковецької ЗОШ I—II ступенів.
Засновник видання «Інформаційний бюлетень» (згодом «Бандерівець»). З того часу — нерозлучний з журналістикою.
З 1999 почав працювати у тижневику «Українське слово», який поширюється в Україні та в українській діаспорі, з 2002 до 2003 рік стає редактором відділу політики. У 2004—2011 роках — директор ГО «Відкрите суспільство». Має численні публікації.
З 2008 року член Всеукраїнського об'єднання «Свобода», з 2012 — керівник прес-служби ВО «Свобода».
З 12 грудня 2012 по 27 листопада 2014 — депутат Верховної Ради України від Всеукраїнського об'єднання «Свобода». Член Комітету з питань національної безпеки і оборони.
Організатор проєкту «Бандерівські читання», які проводяться з 2014 року у Києві. Перший захід відбувся в розпал Революції гідності в актовій залі Київради. Це інтелектуальний майданчик, що об'єднує громадськість, політиків, експертів націоналістичного та консервативного спрямування для обговорення актуальних проблем розвитку української державності та нації. Проходить щороку в дні заснування Організації українських націоналістів (кінець січня — початок лютого).
У 2015 році заснував громадську організацію Недержавний аналітичний центр «Українські студії стратегічних досліджень», яка займається аналізом безпекових питань, проводить щорічний моніторинг воєнних конфліктів у світі («Індекс війни»).
Організатор міжнародних експертних дискусії «Як облаштувати Росію» (2015) та «Гібридна війна Росії проти Білорусі» (2019). Співголова Білоруського інформаційного центру.

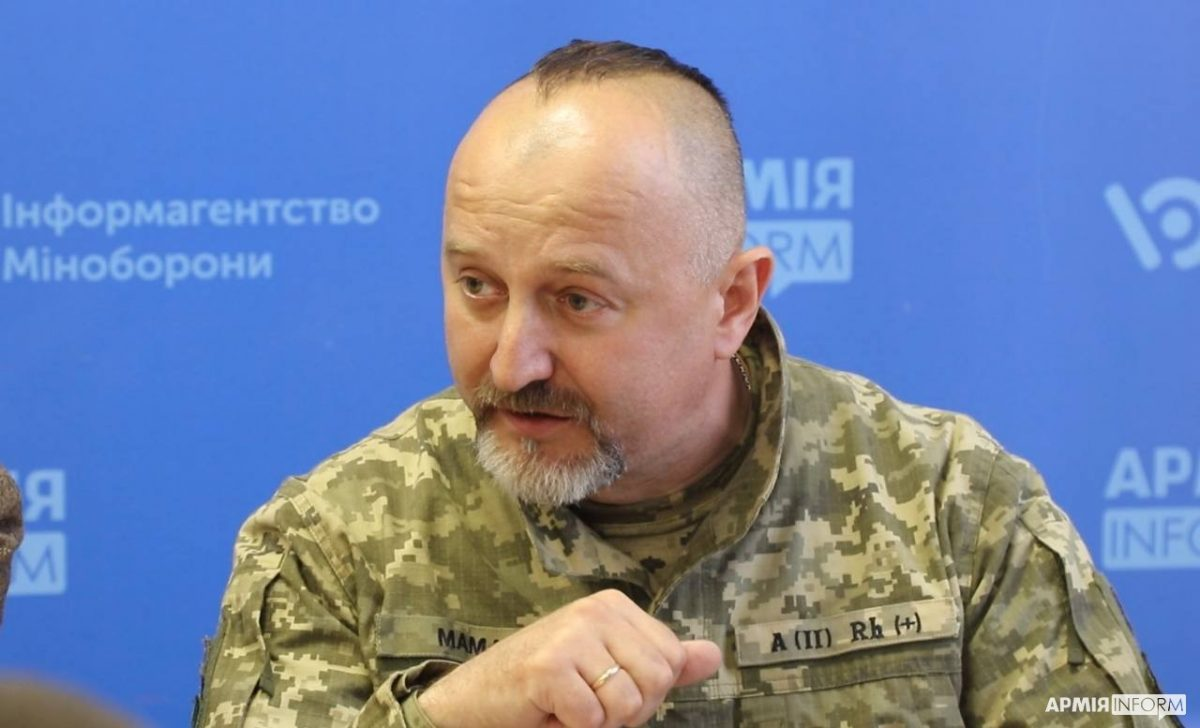
Юрій Сиротюк — старший сержант ЗСУ

У вересні 2015 року начебто через масові заворушення біля Верховної Ради України був заарештований, що було розцінено ВО «Свобода» як політичне переслідування.
У 2015 році був обраний депутатом Київської міської ради 8 скликання від партії ВО «Свобода» (№ 1 у списку). Голова фракції ВО «Свобода». Член постійної комісії з питань дотримання законності, правопорядку та запобігання корупції, член комісії з питань поновлення прав реабілітованих.
У 2019 році започаткував виховний проєкт «Школа патріотизму» для молоді та Всеукраїнський конкурс студентських та аспірантських есе. Є засновником просвітницького онлайн проєкту «Школа націоналізму».
Співорганізатор фестивалів «Олевська Республіка», «Гальчевський Фест», «Вшанування героїв Базару», «Донцов Фест».

## Політична діяльність

### Діяльність на посадінародного депутата України 7 скликання(грудень 2012— жовтень 2014)
У 2012 році пройшов до Верховної Ради України за списком Всеукраїнського об'єднання «Свобода» під номером 14. Член Комітету з питань національної безпеки і оборони.
Працював у підкомітетах з питань державної безпеки та з питань інформаційної безпеки. Був членом Постійної делегації у Міжпарламентській асамблеї православ'я. Був обраний співголовою депутатського міжфракційного об'єднання «Платформа реформ». Входив до міжфракційного об'єднання «За тверезе майбутнє».
Став автором 10 законопроєктів, ухвалених Верховною Радою України. Символічно, що першим проголосованим Радою 23 лютого 2014 року документом була Постанова «Про повернення урядової резиденції „Межигір'я“ у державну власність».
На законодавчому рівні піднімав питання про врегулювання проблем мобілізації на особливий період, посилення рівня захисту державного кордону про додаткові заходи щодо зміцнення обороноздатності України у зв'язку з агресією Російської Федерації.
Принциповим для реформування української адміністративного механізму стало прийняття, розробленого депутатами від ВО «Свобода» «Закону про очищення влади».
Основна тематика напрацювань зосереджена на проблемах знищення обороноздатності української держави через зменшення кількості особового складу та фінансування армії, запровадження корупційних схем у механізм роботи оборонно-промислового комплексу, припинення постачання військової техніки росії, евакуації арсеналів зброї після початку російсько-української війни та ін. Автор резонансних депутатських запитів, зокрема щодо тіньових схем Сергія Курченка, Державного концерну «Укроборонпром».
Зважаючи на різке скорочення та відверте знищення армії за часів Януковича, насичення її керівного складу ворожими агентами, ще 7 жовтня 2013 року організував круглий стіл тему «Загрози воєнній безпеці та проблеми реформування Збройних Сил України (до дня українського козацтва і 71-ї річниці створення Української Повстанської Армії)». По наявних військових проблемах в умовах російсько-української війни депутат виступав на парламентських слуханнях «Обороноздатність України у ХХІ столітті: виклики, загрози та шляхи їх подолання».
Активно відстоює позицію декомунізації та деколонізації України.

### ЄвромайданіРеволюція Гідності
Автор терміна «Революція Гідності», один з ініціаторів та координаторів знесення Леніна у Києві та по Україні.
Травмований під час перших сутичок під Кабміном 24–25 листопада 2013 р., учасник рейдів до Межигір'я. Охороняв барикади на Лютеранській. 1 грудня 2013 року спільно із побратимами звільняв Будинок профспілок, де згодом було утворено революційний штаб, та Жовтневий палац, перейменований на «Палац Свободи». Брав участь у охороні барикад на Грушевського у ніч січневого штурму, захисті Київради від штурму «Беркута», рятував із побратимами людей в Маріїнському парку 18 лютого 2014 р., був на Інститутській 20 лютого 2014 р., рятував поранених, облаштовував шпиталь у фойє готелю «Україна».
Згодом Сиротюк дав подіям Євромайдану таку оцінку:
| «Це дуже величні події. Ми стали європейською нацією, відродили козацьку націю. Багато людей немає вже, але вони увійшли в історію вже. Це приклад того, що якщо ти причетний до великої справи – ти увійдеш в історію. Ми в книжках читали про козаків, гайдамаків і русичів. От там на Майдані ми мали можливість бачити таких наживо»[33] |
Співавтор ідеї смолоскипної ходи на честь Степана Бандери 1 січня та відновлення Маршу УПА. Співорганізатор «Народної Шевченківської премії».

### Діяльність на посаді депутатаКиївської міської ради8 скликання від партіїВО «Свобода»(грудень 2015— жовтень 2020)
У 2015 році був обраний депутатом Київської міської ради 8 скликання від партії ВО «Свобода» (№ 1 у списку). Голова фракції ВО «Свобода». Член постійної комісії з питань дотримання законності, правопорядку та запобігання корупції, член комісії з питань поновлення прав реабілітованих.
Як депутат опікувався ветеранами ОУН-УПА та політв'язнями совєцького окупаційного режиму. Розробляв рішення про врегулювання питання про приєднання статусу добровольців до учасників АТО.
Автор резонансних рішень Київради про подолання наслідків совєцької окупації в мовній царині, лобіст перейменування проспекту генерала Ватутіна на проспект Романа Шухевича (головнокомандувача Української повстанської армії) та Московського проспекту на проспект Степана Бандери, створення скверу імені Василя Сліпака на Андріївському узвозі.
Завдяки підтримці національно-патріотичних сил, депутатів фракції «Свобода» Київради та її голови стало можливим відкриття у Києві пам'ятника полковнику Петру Болбочану, меморіальної дошки ідеологу українського націоналізму Дмитрові Донцову, пам'ятної дошки Євгену Коновальцю.

## Російсько-українська війна (з 2014 року)
Є учасником комбатантського об'єднання «Легіон Свободи».
Від початку повномасштабного російського вторгнення в Україну 24 лютого 2022 року бере участь у війні на посаді солдата гранатометника гранатометного взводу роти вогневої підтримки 5-го окремого штурмового полку.
18 березня 2023 році отримав звання старшого солдата, працював гранатометником з Mk19. Був учасником боїв за Бахмут.

## Відзнаки
- Всеукраїнська літературно-мистецька премія імені Братів Богдана та Левка Лепких (2022) — за активну публіцистичну діяльність, відновлення історичної правди про національно-визвольний рух[50]
- Медаль за безперестанну працю на ниві розбудови Української держави, зміцнення її обороноздатності, широку соціально-політичну діяльність «Патріот України» (2014)
- Почесна відзнака «Холодний Яр» Черкаської обласної адміністрації (№ 234, 2015)
- нагрудний знак Головнокомандувача Збройних сил України «Золотий хрест»
- відзнака командувача Сухопутних військ Збройних сил України «Хрест Сухопутних військ»
- відзнака Міністра оборони України[51]

## Творчий доробок
Є автором низки аналітичних статей у друкованих та електронних виданнях та упорядником видань НАЦ «УССД»:
- Як облаштувати Росію. Експертна дискусія / Упор. Юрій Сиротюк, Тетяна Бойко. — Львів: Видавництво «Астролябія», 2015. — 160 с.
- Обіжник Українських студій стратегічних досліджень (№ 1 — 5, 2015—2019 рр.)
- Індекс війни. Моніторинг воєнних конфліктів у світі (2019—2021 рр.)
- Бандерівські читання. Матеріали перших та других Бандерівських читань / Упор. Т. І. Бойко, Ю. М. Сиротюк. — Київ — Івано-Франківськ: Місто НВ, 2015. — 200 с.
- Треті Бандерівські читання "Візія Української держави в ідеології українського націоналізму: збірник матеріалів (3 лютого 2016 р., м. Київ) / Упор. Т. Бойко, Б. Галайко, Ю. Сиротюк. — Київ — Івано-Франківськ: Місто НВ , 2016. — 394 с.
- Четверті Бандерівські читання «Як завершити Українську національну революцію»: збірник матеріалів (2 лютого 2017 р., м. Київ) / Упор. Т. Бойко, Б. Галайко, Ю. Сиротюк. — К.: Видавництво «Промінь», 2017. — 416 с.
- Місія України та національні інтереси в глобалізованому світі: візія націоналістів. Збірник матеріалів П'ятих Бандерівських читань (9 лютого 2018 р., м. Київ) / Упор. Т. Бойко, Б. Галайко, Ю. Сиротюк. — Київ–Львів: Недержавний аналітичний центр «УССД» — Видавництво «Астролябія», 2018. — 608 с.
- ЕКОНОМІЧНИЙ НАЦІОНАЛІЗМ ТА СОЦІАЛЬНА СПРАВЕДЛИВІСТЬ. Збірник матеріалів Шостих Бандерівських читань. Київ, 1 лютого 2019 р. / Упор. Т. Бойко, Ю. Сиротюк, Б. Галайко, К. Денисов. — К.: НАЦ «УССД», «Видавець Олег Філюк», 2019. — 320 с.
- НАЦІОНАЛІЗМ VS ГЛОБАЛІЗМ: НОВІ ВИКЛИКИ. Збірник матеріалів Сьомих Бандерівських читань. Київ, 8 лютого 2020 р. / упор. Ю. Сиротюк, Т. Бойко, Ю. Олійник. Київ: Недержавний аналітичний центр «УССД» — ТОВ «Основа», 2020. — 368 с.
- УКРАЇНСЬКИЙ НАЦІОНАЛІЗМ У СУЧАСНОМУ ІДЕОЛОГІЧНОМУ ПРОТИСТОЯННІ. Збірник матеріалів Восьмих Бандерівських читань. / упор. Ю. Сиротюк, Т. Бойко, Ю. Олійник. Київ: Недержавний аналітичний центр «УССД» — ТОВ «Основа-Принт Плюс», 2021. — 352 с.
- Світ ідей Степана Бандери та виклики XXI століття. Збірник матеріалів Дев'ятих Бандерівських читань. / упор. Ю. Сиротюк, Т. Бойко, Ю. Олійник. Київ: НАЦ «УССД», ТОВ Видавництво «Крила», 2022. — 276 с.

## Сім'я
Одружений. Виховує двох синів — Романа і Святослава.